# 超!A&G+ デジスタ
『超!A&G+ デジスタ』（ちょうエーアンドジーぷらす デジスタ）とは、超!A&G+で2011年10月8日から放送されていたデジタルラジオ番組。簡易動画付きで生放送されていた。
放送は毎週土曜日17時から20時までの3時間番組で、前番組から引き続きアニメソングのリクエストによる生放送のラジオ番組（アニラジ）であり、前番組『A&G REQUEST デジスタ』から大幅リニューアルとして番組開始。2012年10月6日放送より毎週土曜日16時から19時までの3時間番組に変更。2013年3月30日をもって番組終了。

## 概要
パーソナリティ
- 池田裕子（愛称：だまん[1][2]）
- 日岡なつみ（愛称：ひなちょ[1][2]）

### 放送時間
2011年10月8日 - 2012年9月29日
- 毎週土曜日：17:00 - 20:00（生放送）

2012年10月6日 - 2013年3月30日
- 毎週土曜日：16:00 - 19:00（生放送）
- リピート放送無し。

### 番組内容
リスナーから寄せられたアニメソングリクエストを紹介する。 前番組から引き続き16時台の「TERM-1」、17時台の「TERM-2」、18時台の「TERM-3」からなっており、それぞれが週ごとにゲストコーナーや企画、リクエスト紹介に充てられる。

## コーナー
- ウィキウィキ編集部

2012年10月6日開始。番組で Wikipedia の内容を充実させるため、ゲームに挑戦する。以下企画趣旨に沿って企画内容及び勝敗を記述。
- 2012年10月6日放送　パーソナリティの二人でツイスターゲームをプレイすることになった。勝者は池田。
- 2012年10月13日放送 「グラビアアイドルと声優が、お互いの胸と胸で風船割りをして、1分間に何個割れるか」という企画に挑戦し、パーソナリティの二人が風船を抱きあう形で 1個の風船を割ることに成功した。
- 2012年10月27日放送 「グラビアアイドルと声優が、相撲三本勝負をしたらどうなるか」という企画に挑戦し、腕相撲で池田が勝利、手押し相撲で池田が勝利、紙相撲で日岡が勝利した。
- 2012年11月10日放送 「グラビアアイドルと声優が、協力プレイで手巻き寿司を食べさせあったらどうなるか」という企画に挑戦し、「顎で食べさせあった」という結果になった。
- 2012年11月24日放送 「グラビアアイドルと声優が、相手の考えたモノボケをしたらどうなるか」という企画に挑戦し、日岡→池田は、カエルのぬいぐるみを使い「それを彼氏と思って何かする」、池田→日岡は、ハンガーを使って背中に入れ「初号機は『ブォォォー』の暴走」の言い方が大切、という結果になった。
- 2012年12月1日放送 「グラビアアイドルと声優が、くすぐりに耐え、原稿読みをしたらどうなるか」という企画に挑戦し、「声優がうざくなる」という結果になった。
- 2013年1月12日放送 「グラビアアイドルと声優が、一般常識問題に挑戦したらどうなるか」という企画に挑戦し、「ちょっとわからない」という結果になった。
- 2013年2月23日放送「グラビアアイドルと声優が、擬音 OK のジェスチャーゲームをしたらどうなるか」という企画に挑戦し、「擬音なくてもイける」という結果になった。
- 2013年3月9日放送「グラビアアイドルと声優が、焦りながら古今東西ゲームをしたらどうなるか」という企画に挑戦し、「挿入(い)れるものは、ある意味難しい」という結果になった。
- 2013年3月23日放送（最終回） 「グラビアアイドルと声優が、相手の考えたモノボケをしたらどうなるか」という企画に再び挑戦し、「なぜか疲れる」という結果になった。

## 主なタイムテーブル

### フロート番組
番組開始 - 2012年9月29日
17時台
- Sea☆AのOh!Sea☆A-TE（2011年11月）
- 田所あずさ☆大橋彩香のラジオハジメテオ（2012年7月7日 - 28日）
  - 2012年8月4日より日曜（土曜深夜）0:00 - 0:30の30分番組へ独立。

18時台
- 北原沙弥香のドリョクノサイノウ♪（2011年10月 - 2012年9月29日）
  - 2012年3月3日は番組構成の都合上18時台前半に移動して放送されていた（当日18:30以降「声優アワード授賞パーティ」の模様を生中継した関係で）。

2012年10月6日以降はフロート番組の放送はされていない。

## 前番組から引き継がれた恒例企画
下記の企画は前番組から引き継がれた企画である。
- デジスタ上半期/下半期アニソンシングルBEST50（6月・12月最終土曜日放送）

半年ごとにアニソンシングル上位50曲をリスナーの投票で選び集計を行ない、50位から順番にランキングを発表していく。発表は50位から21位までをTERM1のゾーンで、20位以降の上位曲はTERM3のゾーンで行なっている。
- 声優アワード授賞パーティ生中継（3月第1土曜日放送）

文化放送メディアプラスホールで行われる声優アワードの授賞パーティの模様を生中継する。2012年は3月3日に2013年は3月2日に行われていた。
- パーソナリティのお誕生日特別企画（誕生日前後の放送回）

池田裕子、日岡なつみのそれぞれ誕生日の直前、もしくは直後に当たる放送分はサプライズ企画を用意している。
1. 1 2  デジスタブログ2011年11月19日
2. 1 2  デジスタブログ2011年11月5日